# António de Andrade
António de Andrade S.I. (Oleiros, 1580-Goa, 19 de marzo de 1634) fue un sacerdote y misionero jesuita portugués, conocido por ser el primer explorador europeo en llegar al Tíbet, estableciendo la primera misión católica en suelo tibetano.

## Biografía
Andrade nació en Oleiros, Portugal. En 1600 llegó a Goa, capital de la India portuguesa, con 18 jesuitas más. En 1624 dejó Agra, donde se cree que aprendió la lengua persa, para dirigirse a Delhi, de donde había oído hablar sobre un fantástico templo llamado Badre situado a unos 40 días desde la India. Siguiendo a los peregrinos, él y su hermano jesuita Manuel Márquez fueron los primeros europeos en alcanzar el Tíbet, cuando cruzaron el Himalaya a través del paso de Mana, llegando hasta Caparanga, donde fue establecida una misión, la cual duró hasta 1631 cuando su éxito provocó una violenta reacción local. Volvió al Tíbet en otras dos ocasiones, en 1625 y 1627.
Relató sus tres viajes en sendas cartas, dando así comienzo la primera de ellas:

Entre las grandes felicidades y vitorias del notable año 1625, puede España con razón contar y cantar la alegre nueva del nuevo descubrimiento del Gran Catayo y reinos del Tíbet, cosa tantos años ha de los portugueses deseada...

Desde 1630 António de Andrade fue Provincial de la Compañía de Jesús en la India, con base en la ciudad de Goa, donde murió envenenado en 1634.